# Nikolai Nikolajewitsch Katschalow

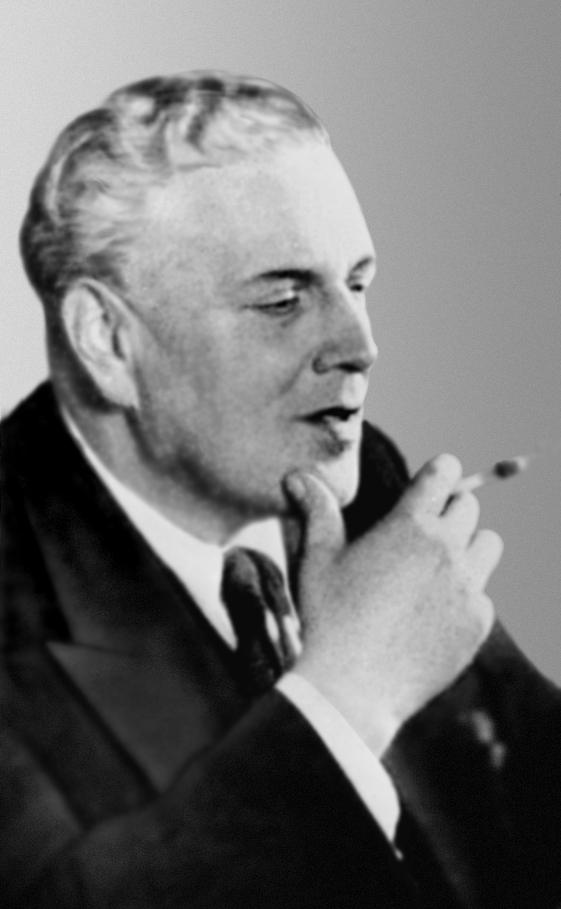
Nikolai Nikolajewitsch Katschalow

Nikolai Nikolajewitsch Katschalow (russisch Николай Николаевич Качалов; * 8. Junijul. / 20. Juni 1883greg. in Dresden-Loschwitz; † 19. Juni 1961 in Leningrad) war ein russischer Chemiker und Hochschullehrer.

## Leben
Katschalow stammte aus einer alten russischen Adelsfamilie. Sein Vater war der Wirkliche Staatsrat Nikolai Nikolajewitsch Katschalow der Ältere, der später Direktor des St. Petersburger Kaiserlichen Elektrotechnischen Instituts Alexander III. und dann Gouverneur des Gouvernements Archangelsk wurde. Sein Großvater war der Geheime Rat und Direktor des Zoll-Departements des Finanzministeriums Nikolai Alexandrowitsch Katschalow. Seine Mutter Olga Lwowna geb. Blok (1861–1900) war die Schwester des Juristen Alexander Lwowitsch Blok und Tante des Dichters Alexander Alexandrowitsch Blok.
Katschalow wuchs auf dem Familienlandgut Chwalewskoje am hohen Ufer des Flusses Suda bei Babajewo auf. Nach dem Realschulabschluss 1900 studierte er am Bergbau-Institut Chemie. 1908 heiratete er die Schauspielerin Jelisaweta Iwanowna Time. Nach dem Abschluss des Studiums 1911 arbeitete er in der Kaiserlichen Porzellanmanufaktur St. Petersburg, deren technischer Leiter er 1916 wurde. Nach dem Beginn des Ersten Weltkriegs erfuhr die russische Armee sogleich den Mangel an optischen Geräten, da die Einfuhr aus Deutschland unterbrochen war und die entsprechende Industrie in Russland fehlte. Daher begann eine Gruppe von Wissenschaftlern (I. W. Grebenschtschikow, A. I. Tudorowski und später G. G. Sljusarew, J. G. Jachontow, A. A. Lebedew und I. W. Obreimow) unter der Führung von Dmitri Sergejewitsch Roschdestwenski mit aktiver Beteiligung von Katschalow, in der Kaiserlichen Porzellanmanufaktur St. Petersburg optisches Glas herzustellen. Die Produktion endete mit dem wirtschaftlichen Stillstand nach der Oktoberrevolution.
1923 baute Katschalow mit anderen die Fabrik für optisches Glas auf, deren technischer Leiter er wurde. 1926 wurde das erste sowjetische optische Glas ausgeliefert, so dass 1927 Importe nicht mehr benötigt wurden. Daneben war er Mitarbeiter des Leningrader Instituts für Keramikforschung. 1930 wurde er Chef der Wissenschaftsabteilung der Allrussischen Optomechanischen Industrie. Gleichzeitig wurde er auf den von ihm initiierten ersten russischen Lehrstuhl für Glas des Leningrader Technologie-Instituts (LTI) berufen mit Promotion zum Doktor der technischen Wissenschaften und Ernennung zum Professor. Dazu war er Stellvertretender Direktor für die Forschung und Lehre des LTI. 1931 wurde er Mitarbeiter der Glasversuchsanstalt, 1932 Stellvertretender Direktor und 1937 Leiter. Auch gehörte er 1931 zu den Gründern des Leningrader Instituts für Feinmechanik und Optik (LITMO), in dem er über die Technologie des optischen Glases las und Aspiranten betreute. 1933 wurde er Korrespondierendes Mitglied der Akademie der Wissenschaften der UdSSR (AN-SSSR) und 1937 Berater des Staatlichen Optik-Instituts (GOI) in Leningrad.
Nach dem Deutsch-Sowjetischen Krieg gründete Katschalow 1948 mit anderen das Institut für Silikatchemie der AN-SSSR in Leningrad. Bis 1951 war er dort der Stellvertretende Direktor und dann bis zu seinem Tode Leiter des Laboratoriums für Silikat-Kaltbearbeitung (Schleifen, Polieren).
Katschalow war befreundet insbesondere mit dem Sänger Leonid Witaljewitsch Sobinow, der Bildhauerin Wera Ignatjewna Muchina, dem Schauspieler Wassili Iwanowitsch Katschalow und dem Volkskommissar für Bildungswesen Anatoli Wassiljewitsch Lunatscharski.
Katschalow wurde auf dem Leningrader Wolkowo-Friedhof an den Literatenbrücken begraben. In St. Petersburg wird er seit 1965 durch die Professor-Katschalow-Straße geehrt.

## Ehrungen
- Orden des Roten Banners der Arbeit (1943, 1944)
- Orden des Roten Sterns (1945)
- Medaille „Für heldenmütige Arbeit im Großen Vaterländischen Krieg 1941–1945“
- Stalinpreis II. Klasse (1947)
- Leninorden (1953)